# القريحاء
القريحاء، بلدة عامرة بمحافظة بارق في جنوب المملكة العربية السعودية. تقع في الجنوبي الشرقي لإمارة بارق على مسافة خمسة عشر كيلاً تقريباً. يبلغ تعداد سكانها 1425 نسمة حسب الإحصاء الذي جرى عام 2010. بها مشيخة آل موسى بن علي لدى آل فايز، وفيها مدارس بنين وبنات بكافة المراحل الدراسية، مستوصف، وعدد من الدكاكين التجارية.
ذكر صاحب الرحلة اليمانية البركاتي المرافق للشريف حسين بن علي في حروبه ضد الإدريسي سنة (1911م): «بتنا في قرية من قرى آل موسى تسمى الأحد وهي موضع للبيع والشراء».
جاء عنها في دليل العرب لدائرة استخبارات وزارة البحرية البريطانية (1916م): « .. بلاد آل موسى بن علي تمتد على جانب وادي بقرة عبر أراضي زراعية، وإلى الغربي من وادي بقرة تقع القريحاء وهي قرية كبيرة.»
جاء عنها في معجم الجزيرة العربية (1970)م: «القريحاء: 18°52'05, 42°00'41. قرية في إمارة بارق الفرعية التابعة لإمارة منطقة أبها. تقع على أرتفاع 420 متراً فوق مستوى سطح البحر، ويقطنها من 500 إلى 2000 نسمة. وترتبط مع الطريق الرئيسي بطريق مستو لا بأس به، طوله 5,5 كم. وبها مدرسة وطاحونة.»

## التسمية
القريحاء - بكسر القاف وفتح الراء وسكون المثناة التحتية فألف ممدودة - والقريحاء في عاميتهم البئر خالصة العذوبة.

## انظر ايضاً
- بارق